# Bridgend

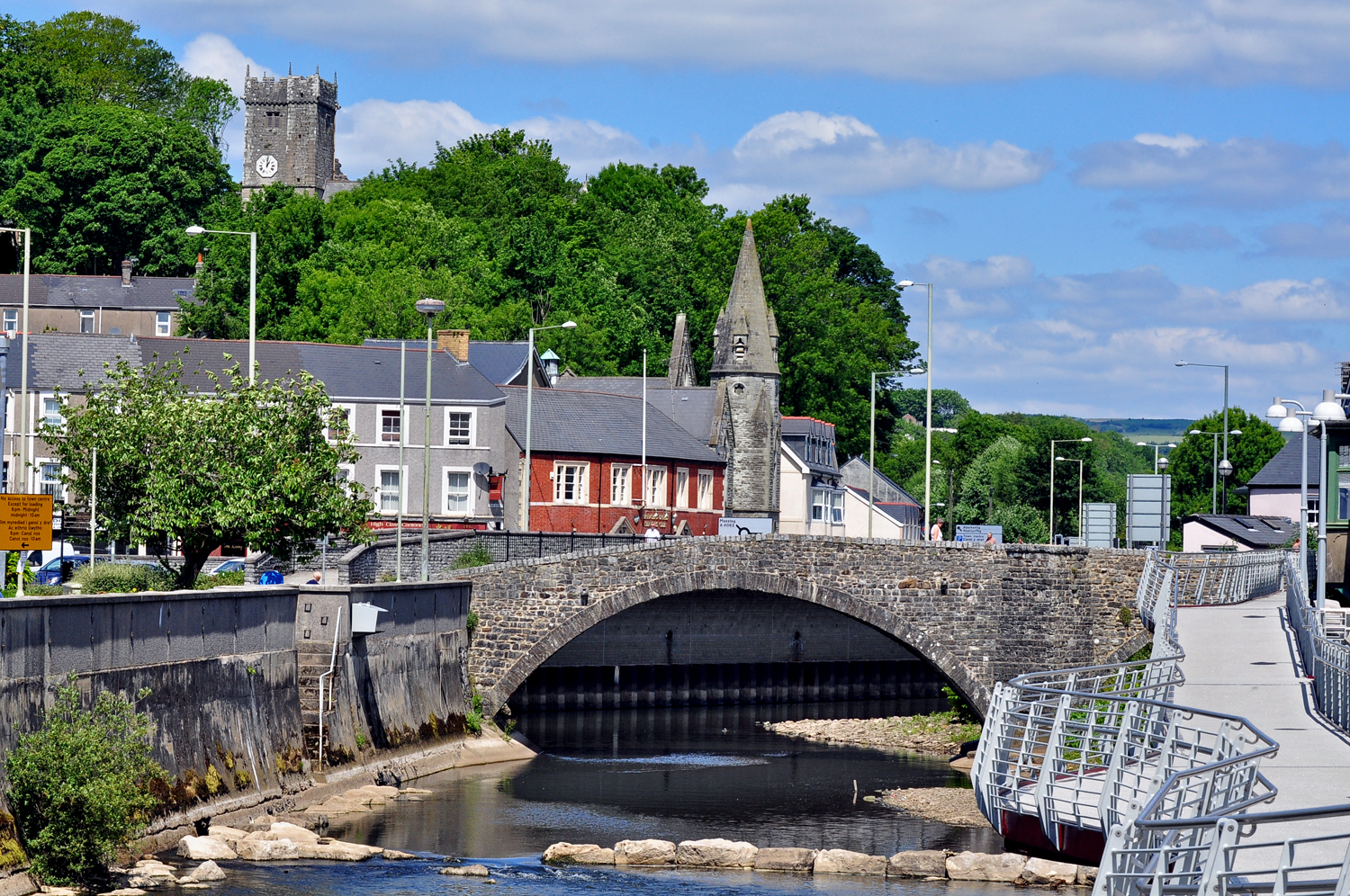
Die Brücke über den River Ogmore wurde um 1425 erbaut, 1775 repariert und sowohl 2005 als auch 2011 restauriert. Die Brücke ist denkmalgeschützt.

Bridgend (walisisch: Pen-y-Bont ar Ogwr) ist eine Mittelstadt mit 49.404 Einwohnern an der Südküste von Wales. Sie ist der Hauptort der gleichnamigen Principal Area Bridgend County Borough.

## Geschichte
Die Entwicklung der Stadt verdankt sich vor allem dem Anschluss an das Eisenbahnnetz (South Wales Main Line) im Jahre 1850.
Ab 1937 wurde auf enteigneten Feldern beim Dorf Waterton, 2 km ostsüdöstlich der Stadtmitte, eine Royal Ordnance Factory, eine staatliche Munitionsfabrik, errichtet, die ab 1940 mit voller Kapazität produzierte. In der Fabrik waren fast 40.000 Arbeiter beschäftigt, es war damit der größte Betriebsstandort Großbritanniens (an der Mitarbeiterzahl gemessen). Die Wahl war aus drei Gründen auf Bridgend gefallen:
- weil die Stadt als „sicher“ galt, also ausreichend weit vom Ärmelkanal entfernt war (im Süden und Südosten Englands wurden keine Ordnance Factories angelegt)
- weil die nötige Infrastruktur „vor der Tür“ war: die Häfen Cardiff, Barry und Swansea, die Energieversorgung durch die Kohle aus den South Wales Valleys und Stahllieferungen aus den Port Talbot Steel Works
- weil es infolge der nachwirkenden Weltwirtschaftskrise sehr viele Arbeitslose als Arbeitskräftepotential gab

1945, nach Kriegsende, übernahm die Welsh Industrial Estates Corporation die Ordnance Factory Bridgend. Heute heißt das Gelände der einstigen Munitionsfabrik „Bridgend Industrial Estate“ (Gewerbegebiet Bridgend) und ist der Standort vieler mittelgroßer und kleinerer Betriebe.
Als Unterkunft für Frauen, die in der Royal Ordnance Factory arbeiteten, war 1938 am linken Ufer des River Ogmore, südwestlich der Stadtmitte, ein Barackenlager gebaut worden. Es wurde nach der Operation Overlord als Gefangenenlager genutzt: Ab November 1944 waren dort vor allem deutsche Offiziere untergebracht. Die amtliche Bezeichnung des Lagers war „Camp 198“, es war jedoch vor allem unter dem Namen Island Farm bekannt. Island Farm und Bridgend machten Schlagzeilen, nachdem bekannt wurde, dass 84 Gefangenen die Flucht durch einen Tunnel gelungen war.

## Städtepartnerschaften
- Langenau, Baden-Württemberg, Deutschland
- Villenave-d’Ornon, Nouvelle-Aquitaine, Frankreich

## Überregionale Bekanntheit
Bridgend erlangte überregionale Bekanntheit, weil Paul Potts in der Stadt als Verkäufer von Mobiltelefonen gearbeitet hatte, bis er im Jahr 2007 in der britischen Castingshow Britain’s Got Talent als Tenor entdeckt und international berühmt wurde. Zudem stammt die Band Bullet for My Valentine von dort.
Bridgend wurde seit 2007 von einer ungewöhnlichen hohen Anzahl von Suiziden betroffen, die vor allem durch Jugendliche begangen wurden. Von Februar 2007 bis Februar 2008 nahmen sich 17 Jugendliche das Leben. Bis 2012 kamen weitere 62 Jugendliche – bis auf einen alle durch Erhängen – ums Leben. Die bis heute weitgehend ungeklärten Ereignisse wurden in der britisch-dänischen Koproduktion Dorf der verlorenen Jugend (2015) unter der Regie von Jeppe Rønde verfilmt.

## Söhne und Töchter der Stadt
- John Thomas (1826–1913), Harfenist und Komponist
- Glanville Llewelyn Williams (1911–1997), Rechtsgelehrter und Strafrechtler
- Mervyn Stockwood (1913–1995), anglikanischer Theologe und Bischof von Southwark in der Church of England
- David Bowen (1924–2011), Rechtsmediziner
- Dilwyn John David Lewis (1924–2000), Modedesigner und römisch-katholischer Priester
- Alan Durban (* 1941), Fußballspieler und -trainer
- Gerald Battrick (1947–1998), Tennisspieler
- J. P. R. Williams (1949–2024), Rugbyspieler
- David Emanuel (* 1952), Fashion-Designer
- Amanda Levete (* 1955), Architektin
- Steve Brace (* 1961), Langstreckenläufer
- Huw Edwards (* 1961), Journalist, Nachrichtensprecher und Fernsehmoderator
- Ruth Jones (* 1966), Schauspielerin und Drehbuchautorin
- Tim Treloar (* 1968), Schauspieler und Synchronsprecher
- Jon Brown (* 1971), kanadischer Langstreckenläufer
- Emma Booth (* 1974), Sängerin
- Rebecca Evans (* 1976), Politikerin
- Gareth Cooper (* 1979), Rugbyspieler
- Gareth Williams (* 1979), Rugbyspieler
- Lee Byrne (* 1980), Rugbyspieler
- Ryan Day (* 1980), Snookerspieler
- Rhys Day (* 1982), Fußballspieler
- Gavin Henson (* 1982), Rugbyspieler
- Matty Crowell  (* 1984), Fußballspieler
- Mika Chunuonsee (* 1989), walisisch-thailändischer Fußballspieler
- Eileen Demes (* 1997), deutsche Leichtathletin
- Daniel Jefferies (* 1999), Fußballspieler
- Mingge Xu (* 2007), Tennisspielerin

sowie die Musikgruppen:
- Bullet for My Valentine, walisische Metalband
- Funeral for a Friend, walisische Rockband
- Those Damn Crows, walisische Rockband